# Сазыкина, Анна Яковлевна
Анна Яковлевна Сазыкина (девичья фамилия Сысоева, 11 февраля 1923 — 20 марта 1997) — советский работник сельского хозяйства, Герой Социалистического Труда.

## Биография
Родилась 11 февраля 1923 года в деревне Николаевка, ныне Хиславичского района Смоленской области, в крестьянской семье.
После окончания в 1937 году семилетки, вместе с родителями переехала в станицу Фастовецкую Краснодарского края. В 1940 году начала трудовую деятельность в совхозе «Тихорецкий», в котором проработала до 1978 года, когда вышла на пенсию. Занималась полеводством, возглавляла звено и бригаду. В 1948 году Анна Яковлевна получила на площади 28 гектаров по 34,7 центнера пшеницы с каждого гектара, что в первые послевоенные годы было выдающимся достижением.
Указом Президиума Верховного Совета СССР от 11 февраля 1949 года за большие заслуги в развитии сельского хозяйства Сысоевой Анне Яковлевне было присвоено звание Героя Социалистического Труда с вручением ордена Ленина и золотой медали «Серп и Молот».
Продолжив трудиться в одном совхозе до выхода на заслуженный отдых в 1978 году, была звеньевой и бригадиром полеводческой бригады. Принимала участие в Выставке достижений народного хозяйства СССР, где была удостоена четырёх медалей. Занималась одновременно общественной деятельностью — избиралась депутатом сельского Совета народных депутатов, членом профкома совхоза.
Выйдя на пенсию, проживала в поселке Парковый Тихорецкого района Краснодарского края.